# Il Giallo Mondadori dal 701 al 800
|  | I 100 precedenti: Il Giallo Mondadori dal 601 al 700 |

## Dal N.701 al N.800
| N.  | Titolo italiano                     | Autore                                | Titolo originale                        | Pubblicazione     |
| --- | ----------------------------------- | ------------------------------------- | --------------------------------------- | ----------------- |
| 701 | Chi passa sulla mia bara?           | Robert Arthur                         | Somebody's Walking Over My Grave        | 8 luglio 1962     |
| 702 | Razza di duri                       | Thomas B. Dewey                       | Hunter at Large                         | 15 luglio 1962    |
| 703 | Una pallottola per Mike             | George Harmon Coxe                    | Moment of Violence                      | 22 luglio 1962    |
| 704 | L'eredità che scotta                | Ellery Queen                          | Dead Man's Tale                         | 29 luglio 1962    |
| 705 | Tempo di violenza                   | Frances Lockridge e Richard Lockridge | The Golden Man                          | 5 agosto 1962     |
| 706 | Non sono un eroe                    | Hartley Howard                        | I'm No Hero                             | 12 agosto 1962    |
| 707 | Manette per Donald Lam              | A. A. Fair                            | Shills Can't Cash Chips                 | 19 agosto 1962    |
| 708 | A mano armata                       | Bart Spicer                           | Exit Running                            | 26 agosto 1962    |
| 709 | Ciak: Si muore                      | Frank Kane                            | The Mourning After                      | 2 settembre 1962  |
| 710 | L'ultima rotta                      | Edwin Lanham                          | Passage To Danger                       | 9 settembre 1962  |
| 711 | Disco rosso per l'ispettore West    | John Creasey                          | Gideon's Risk                           | 16 settembre 1962 |
| 712 | Conteggio alla rovescia             | Hartley Howard                        | Count Down                              | 23 settembre 1962 |
| 713 | Il cadavere non ha pace             | James Hadley Chase                    | Make The Corpse Walk                    | 30 settembre 1962 |
| 714 | L'ombra del dubbio                  | Harrison Judd                         | Shadow of A Doubt                       | 7 ottobre 1962    |
| 715 | Gideon a rapporto                   | J.J. Marric                           | Gideon's Risk                           | 14 ottobre 1962   |
| 716 | Ci sei cascato, Michael!            | Brett Halliday                        | Pay-off In Blood                        | 21 ottobre 1962   |
| 717 | Ho paura di morire                  | Ed Lacy                               | Bugged for Murder                       | 28 ottobre 1962   |
| 718 | Anatomia di un ricatto              | J. Harvey Bond                        | If Wishes Were Hearses                  | 4 novembre 1962   |
| 719 | Vittima designata                   | Henry Kane                            | The Crumpled Cup                        | 11 novembre 1962  |
| 720 | Veleno nel sangue                   | Donald E. Westlake                    | 361                                     | 18 novembre 1962  |
| 721 | Piombo a gogò                       | Thomas B. Dewey                       | The Golden Hooligan                     | 25 novembre 1962  |
| 722 | La giustizia è il mio mestiere      | Donald Hamilton                       | The Removers                            | 2 dicembre 1962   |
| 723 | Perry Mason sul filo del rasoio     | Erle Stanley Gardner                  | The Case of The Bigamous Spouse         | 9 dicembre 1962   |
| 724 | Centomila dollari d'angoscia        | forbes Rydell                         | They're Not Home Yet                    | 16 dicembre 1962  |
| 725 | Un cavallo per la strega            | Agatha Christie                       | The Pale Horse                          | 23 dicembre 1962  |
| 726 | L'anima al diavolo                  | James Hadley Chase                    | I Would Rather Stay Poor                | 30 dicembre 1962  |
| 727 | Una donna di troppo                 | Margaret Erskine                      | The Woman at Belguardo                  | 6 gennaio 1963    |
| 728 | Omicidio su misura                  | Bruno Fischer                         | Kill to Fit                             | 13 gennaio 1963   |
| 729 | Penelope deve morire                | Hugh Mccutcheon                       | Yet She Must Die                        | 20 gennaio 1963   |
| 730 | Gira al largo, Donald Lam           | A. A. Fair                            | Try Anything Once                       | 27 gennaio 1963   |
| 731 | Non sono morta!                     | Frances Lockridge e Richard Lockridge | And Left for Dead                       | 3 febbraio 1963   |
| 732 | Nero Wolfe la paga cara             | Rex Stout                             | The Final Deduction                     | 10 febbraio 1963  |
| 733 | Assenti: Quattro                    | Travis Macrae                         | (Twenty Per Cent)                       | 17 febbraio 1963  |
| 734 | Una bara da Hong Kong               | James Hadley Chase                    | A Coffin From Hong Kong                 | 24 febbraio 1963  |
| 735 | Tutto da rifare all'87º Distretto   | Ed McBain                             | Lady, Lady, I Did It!                   | 3 marzo 1963      |
| 736 | Pentagramma in nero                 | Whit Masterson                        | Evil Come, Evil Go                      | 10 marzo 1963     |
| 737 | Lutto in famiglia                   | D.M. Devine                           | My Brother's Killer                     | 17 marzo 1963     |
| 738 | Bada alla bionda, Perry!            | Erle Stanley Gardner                  | The Case of The Blonde Bonanza          | 24 marzo 1963     |
| 739 | Sipario sulla morte                 | Henry Slesar                          | Enter Murderers                         | 31 marzo 1963     |
| 740 | Filo da torcere per Peter Chambers  | Henry Kane                            | Death of A Dastard                      | 7 aprile 1963     |
| 741 | Poliziotto alla sbarra              | Jeffrey Ashford                       | Investigations Are Proceeding           | 14 aprile 1963    |
| 742 | Alta tensione                       | Dolores Hitchens                      | The Abductor                            | 21 aprile 1963    |
| 743 | Branco di lupi                      | John D. MacDonald                     | The End of The Night                    | 28 aprile 1963    |
| 744 | Mettetemi in galera!                | Hartley Howard                        | Double Finesse                          | 5 maggio 1963     |
| 745 | Uccidere che fatica!                | Thomas B. Dewey                       | How Hard To Kill                        | 12 maggio 1963    |
| 746 | Che fine ha fatto Baby Jane?        | Henry Farrell                         | What ever happened to Baby Jane?        | 19 maggio 1963    |
| 747 | Necrologio per Mister Carter        | Frank Kane                            | The cospiratiors                        | 26 maggio 1963    |
| 748 | Cinque giorni d'incubo              | Fredric Brown                         | The five day nightmare                  | 2 giugno 1963     |
| 749 | Segugio in vacanza                  | Frances Crane                         | The reluctant sleuth                    | 9 giugno 1963     |
| 750 | Un'esca per la belva                | William C. Gault                      | Sweet wild wench                        | 16 giugno 1963    |
| 751 | L'uomo che morì troppo presto       | George Harmon Coxe                    | The man who died too soon               | 23 giugno 1963    |
| 752 | Perry Mason e le gelide manine      | Erle Stanley Gardner                  | The case of the ice-cold hands          | 30 giugno 1963    |
| 753 | Io, lei e il delitto                | Robert Martin                         | She, me and murder                      | 7 luglio 1963     |
| 754 | Alta infedeltà                      | Ellery Queen                          | Death spins the platter                 | 14 luglio 1963    |
| 755 | Un capestro per Nik                 | Hugh Pentecost                        | Choice of violence                      | 21 luglio 1963    |
| 756 | Scacco al re per Nero Wolfe         | Rex Stout                             | Wolfe gambit                            | 28 luglio 1963    |
| 757 | Nemici per la pelle                 | Brett Halliday                        | Murder in haste                         | 4 agosto 1963     |
| 758 | L'assassino di mia moglie           | Ross Macdonald                        | The three roads                         | 11 agosto 1963    |
| 759 | Silenzio: Si uccide                 | Agatha Christie                       | The mirror crack'd from side to side    | 18 agosto 1963    |
| 760 | Accoppiata per Nero Wolfe           | Rex Stout                             | Eeny Meeny murder mo                    | 25 agosto 1963    |
| 761 | Un rogo per Gideon                  | J.J. Marric                           | Gideon's fire                           | 1º settembre 1963 |
| 762 | Una vita venduta                    | Edna Sherry                           | Girl missing                            | 8 settembre 1963  |
| 763 | Il sonno dell'ingiusto              | Hartley Howard                        | Sleep for the wicked                    | 15 settembre 1963 |
| 764 | Colpo grosso al Casinò              | John Trinian                          | The big grab                            | 22 settembre 1963 |
| 765 | Il delitto non paga                 | Frances Crane                         | The amber eyes                          | 29 settembre 1963 |
| 766 | Morte al sesto giorno               | Henry Farrell                         | Death on tha sixty day                  | 6 ottobre 1963    |
| 767 | Perry Mason e la modella altruista  | Erle Stanley Gardner                  | The case of the reluctant model         | 13 ottobre 1963   |
| 768 | L'uomo che parlava troppo           | Cecil Freeman Gregg                   | Night Flight to Zurich                  | 20 ottobre 1963   |
| 769 | Assicurazione sulla morte           | James Hadley Chase                    | Tell it to the birds                    | 27 ottobre 1963   |
| 770 | I fantasmi della signora Marrable   | Ursula Curtiss                        | The forbidden garden                    | 3 novembre 1963   |
| 771 | Ultimissime di cronaca              | J. Harvey Bond                        | Bye, bye, Baby                          | 10 novembre 1963  |
| 772 | Una torre per il profeta            | Margaret Millar                       | How like an angel                       | 17 novembre 1963  |
| 773 | Il sangue non è acqua               | Ross Macdonald                        | The Zebra-Striped hearse                | 24 novembre 1963  |
| 774 | Calibro 30                          | Frances Lockridge e Richard Lockridge | First come, first kill                  | 1º dicembre 1963  |
| 775 | Doccia scozzese                     | Roderick Wilkinson                    | The big still                           | 8 dicembre 1963   |
| 776 | Carogne si nasce                    | James Hadley Chase                    | Come easy, go easy                      | 15 dicembre 1963  |
| 777 | Bentornato, Ellery!                 | Ellery Queen                          | The player on the other side            | 22 dicembre 1963  |
| 778 | Sei un dritto, Michael Shayne!      | Brett Halliday                        | Murder by proxy                         | 29 dicembre 1963  |
| 779 | Perry Mason e la bambola pazzerella | Erle Stanley Gardner                  | The Case of The Mischievous Doll        | 5 gennaio 1964    |
| 780 | Senza tregua                        | Spencer Dean                          | Dishonor Among Thieves                  | 12 gennaio 1964   |
| 781 | La fiaba del delitto                | John Sherwood                         | The Half Hunter                         | 19 gennaio 1964   |
| 782 | Il delitto non ha senso             | Brett Halliday                        | Too Friendly, Too Dead                  | 26 gennaio 1964   |
| 783 | Funerale senza corteo               | Jack Webb                             | One for My Dame                         | 2 febbraio 1964   |
| 784 | Non ho paura                        | John D. MacDonald                     | Where Is Janice Gantry?                 | 9 febbraio 1964   |
| 785 | Luna di miele per Johnny Liddell    | Frank Kane                            | Crime of Their Life                     | 16 febbraio 1964  |
| 786 | Il boia può aspettare               | Gordon Mcdonell                       | The Reprieve of Roger Maine             | 23 febbraio 1964  |
| 787 | Un colpo di pistola                 | John Dickson Carr                     | The Witch of The Low Tide: An Edwardian | 1º marzo 1964     |
| 788 | Mezzanotte di fuoco                 | James Hadley Chase                    | One Bright Summer Morning               | 8 marzo 1964      |
| 789 | All'insegna della morte             | Ellis Peters                          | Death And The Joyful Woman              | 15 marzo 1964     |
| 790 | Movente per un omicidio             | Ellery Queen                          | Murder With A Past                      | 22 marzo 1964     |
| 791 | La febbre del dollaro               | Ivan T. Ross                          | The Man Who Would Do Anything           | 29 marzo 1964     |
| 792 | Bersaglio facile                    | George Harmon Coxe                    | The Widow Had A Gun                     | 5 aprile 1964     |
| 793 | Non si uccidono i clienti           | Brett Halliday                        | Never Kill A Client                     | 12 aprile 1964    |
| 794 | Un esercito per Gideon              | J.J. Marric                           | Gideon's Staff                          | 19 aprile 1964    |
| 795 | Gli assassini non hanno rimorsi     | Hugh Mccutcheon                       | The Deadly One                          | 26 aprile 1964    |
| 796 | Tomba in prestito                   | Robert Martin                         | A Coffin for Two                        | 3 maggio 1964     |
| 797 | Turno di notte per Bertha Cool      | A. A. Fair                            | Fish Or Cut Bait                        | 10 maggio 1964    |
| 798 | La chiave dell'enigma               | George Harmon Coxe                    | The Hidden Key                          | 17 maggio 1964    |
| 799 | Arrestate Michael Shayne!           | Brett Halliday                        | The Careless Corpse                     | 24 maggio 1964    |
| 800 | Angoscia                            | Frances Lockridge e Richard Lockridge | The Ticking Clock                       | 31 maggio 1964    |

|  | I 100 successivi: Il Giallo Mondadori dall'801 al 900 |